# Johanneskapelle (Sorsum)

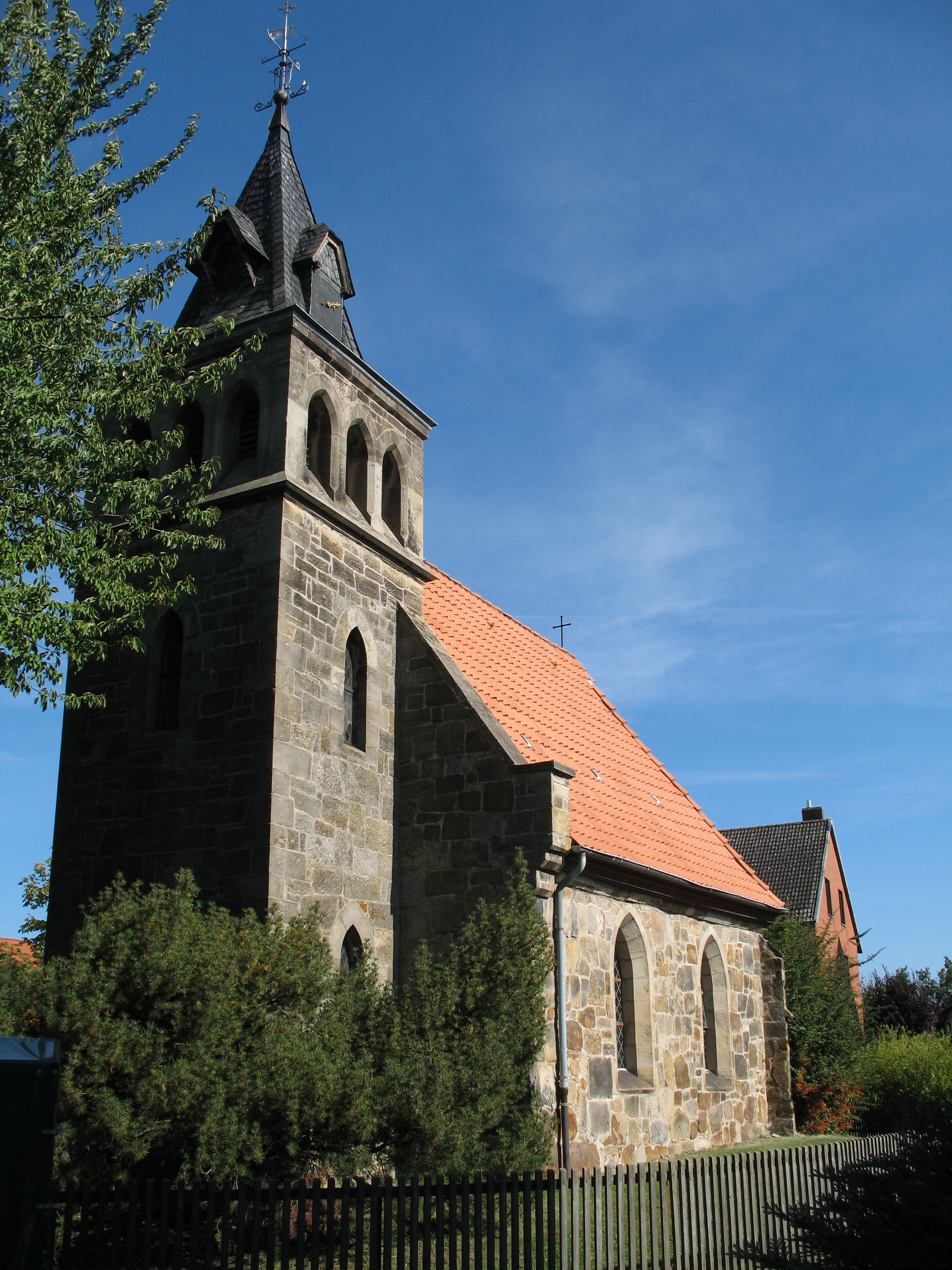
Ansicht von Süden

Die evangelisch-lutherische Johanneskapelle ist ein Baudenkmal in der Ortschaft Sorsum der Gemeinde Wennigsen. Das Gotteshaus, vermutlich im 13. Jahrhundert errichtet, wurde mehrfach renoviert und baulich verändert. Es steht an der Weetzener Straße in der Ortsmitte.

## Geschichte

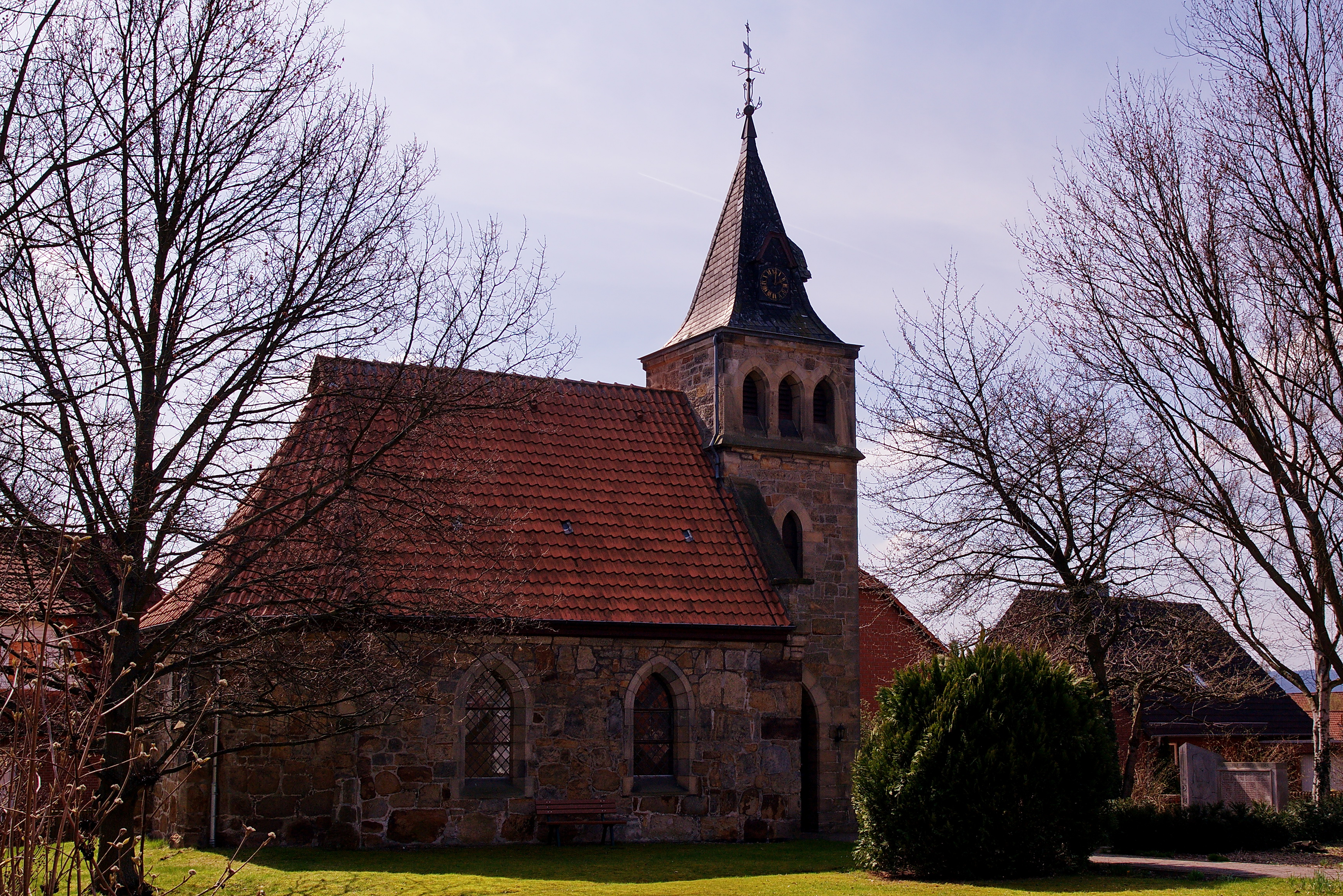
Straßenansicht

Frühgotische Elemente der aus Sandstein errichteten Kapelle lassen darauf schließen, dass das Gemäuer zeitgleich mit dem Kloster Wennigsen entstand. Maßungenauigkeiten des Grundrisses, die Verarbeitung der Bruchsteine und eine Fundamentuntersuchung deuten auf eine Errichtung zu Beginn des 13. Jahrhunderts hin. Die Kapelle steht auf einer kleinen Anhöhe, die sich zur Bauzeit noch außerhalb des Dorfes befunden hat. Die erste Erwähnung der Kapelle findet sich im Jahr 1226 in einer Schenkungsurkunde des welfischen Herzogs Heinrich. Darin wird eine Hufe Land sowie die copela (Kapelle) in Sutheren (damalige Ortsbezeichnung) an das Kloster Wennigsen übertragen. 1591 nennen die Klosterurkunden die Kapelle Sorsum Filia (Tochter) von Wennigsen. Das dortige Kloster liegt rund drei Kilometer von der Kapelle entfernt.

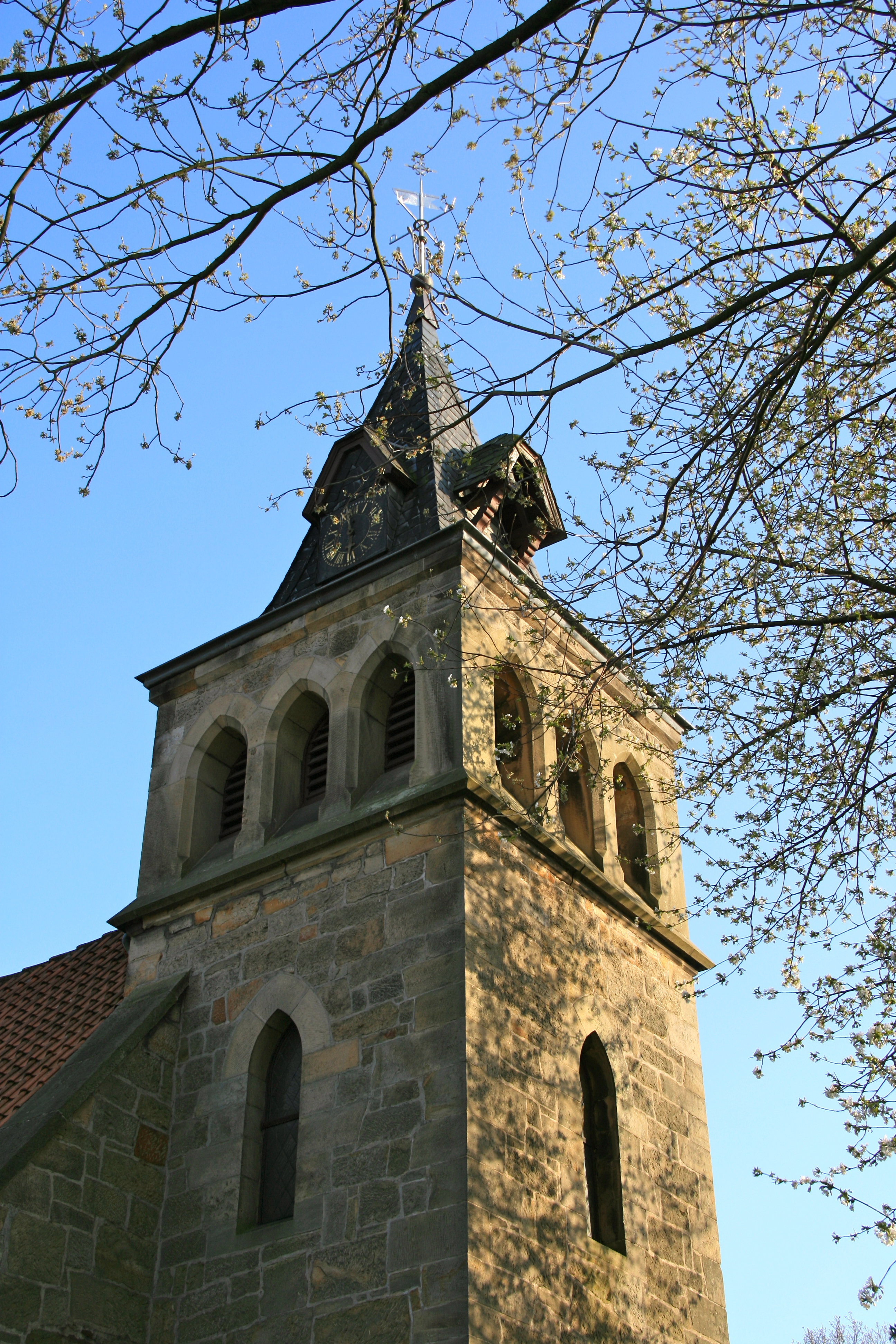
Glockenturm, zu Beginn des 20. Jahrhunderts gebaut

Die Unterhaltspflicht für die Kapelle hatten Landwirte, die auf den drei Morgen Grundvermögen der Kirchengemeinde wirtschafteten. Seit 1780 wurde der Zins unter der Voraussetzung erlassen, „dass die Meier gehalten seyn sollten, dass sämmtliche in und an der Kapelle anfallenden Reparaturen zu übernehmen sind“. Notizen über anfallende Arbeiten an der Kapelle haben die Pächter nicht hinterlassen. Erst für das Jahr 1904 ist eine Renovierung belegt. Dabei wurde der westliche Dachreiter durch einen Turm ersetzt, der Eingang wurde in die Nordseite des Turmes gebaut und Fenster zugemauert. Im Jahr 1964 folgte eine weitere große Kapellensanierung, die zwei Jahre in Anspruch nahm.
Im Jahr 1989 bekam die Kapelle den Namen Johanneskapelle (Schreibweise auch Johannes-Kapelle) nach Johannes dem Evangelisten. Seit Januar 2009 gehört die Sorsumer Kapellengemeinde zur Marien-Petri-Kirchengemeinde Wennigsen.
Nach Auflösung der Sorsumer Kapellengemeinde im Jahr 2011 stellte die Hannoversche Landeskirche eine Bonifizierung zur Verfügung, die dazu dient, den Erhalt des Bauwerks, die Pflege des Kapellengartens und die Förderung des Gemeindelebens zu sichern. Sie ist finanzielle Grundlage der im selben Jahr ins Leben gerufenen gemeinnützigen Johannisstiftung Sorsum.

## Glocken
Die Läuteglocke wurde 1903 in der Glockengießerei Radler in Hildesheim gegossen, sie ist 130 Kilogramm schwer, hat einen Durchmesser von 60 Zentimetern und den Schlagton es″, sie trägt die Inschrift Die Lebenden rufe ich, die Toten beklage ich. Als Uhrschlagglocke dient eine um 1300 gegossene Glocke mit dem Schlagton h″. Diese Glocke war früher die Läuteglocke.